# Diffusione gassosa

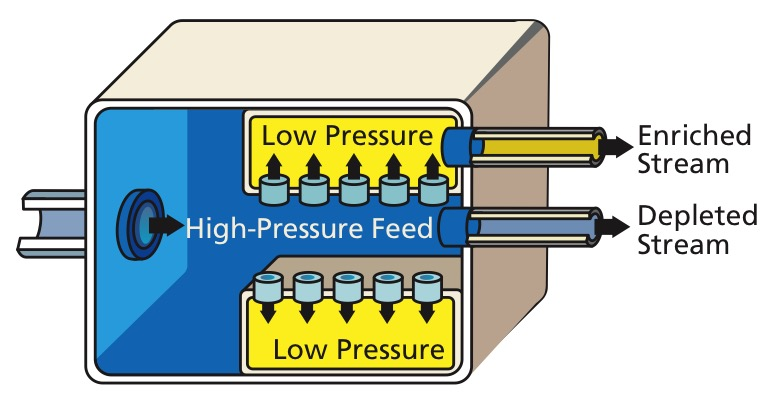
La diffusione gassosa utilizza membrane semipermeabili per separare l'uranio arricchito.

La diffusione gassosa è una tecnologia utilizzata per produrre uranio arricchito forzando il passaggio di esafluoruro di uranio (UF6) gassoso attraverso membrane semipermeabili. Ciò produce una piccola separazione tra molecole contenenti uranio-235 (235U) e uranio-238 (238U) ma, utilizzando un procedimento a cascata formato da numerosi passaggi, è possibile ottenere una separazione decisamente elevata.
La diffusione gassosa, che è stato il primo processo sviluppato in grado di produrre uranio arricchito in quantità industrialmente utilizzabili, fu ideato nel 1940 da Francis Simon e Nicholas Kurti presso il Clarendon Laboratory per rispondere all'incarico di trovare un metodo efficace per separare l'uranio-235 dall'uranio-238 affidatogli dalla commissione MAUD, il tutto al fine di poter produrre una bomba nucleare, come disposto dal progetto Tube Alloys, ossia dal programma atomico britannico. Il primo prototipo di un impianto a diffusione gassosa fu realizzato dalla Metropolitan-Vickers (MetroVick) nella sua fabbrica di Trafford Park, nei dintorni di Manchester, al costo di 150000 sterline per unità, per essere poi installato presso il sito di M. S. Factory, Valley, presso Rhydymwyn, in Galles. Il tutto fu poi trasferito negli Stati Uniti d'America quando il progetto Tube Alloys divenne parte del Progetto Manhattan.

## Premessa
Sono noti solamente 34 nuclidi primordiali radioattivi e due di questi sono isotopi dell'uranio: l'235U e l'238U. Questi due isotopi si somigliano sotto molti aspetti ma una delle differenze sostanziali è che l'235U è fissile, ossia è capace di sviluppare e sostenere una reazione a catena di fissione nucleare, e per di più è l'unico nuclide fissile presente in natura. Poiché però l'235U rappresenta soltanto lo 0,72% in massa della composizione dell'uranio naturale, è necessario, perché la reazione a catena possa essere sostenuta quando come moderatore è utilizzata della comune acqua, arricchire quest'ultimo portandone la percentuale di 235U al 2-5%. Il prodotto di questo arricchimento è chiamato per l'appunto uranio arricchito.

## Tecnologia

### Base scientifica
La diffusione gassosa è basata sulla legge di Graham, la quale stabilisce che la velocità di effusione di un gas è inversamente proporzionale alla radice quadrata della massa molecolare delle particelle che lo costituiscono. Ad esempio, in un contenitore contenente una miscela di due gas e con una parete costituita da una membrana semipermeabile, le molecole del gas più leggero usciranno dal contenitore più rapidamente di quelle del gas più pesante. La miscela di gas fuoriuscita dal contenitore, che in questo caso viene chiamato diffusore, sarà quindi più ricca di molecole del gas più leggero, mentre la miscela rimasta nel contenitore ne sarà più povera.

### Esafluoruro di uranio
L'UF6 è l'unico composto dell'uranio sufficientemente volatile da poter essere utilizzato nel processo di diffusione gassosa. Dato che il fluoro ha un unico isotopo naturale, il 19F, la differenza tra i pesi molecolari di 235UF6 e 238UF6, all'incirca l'1%, è dovuta solamente alla differenza tra i pesi molecolari dei due isotopi dell'uranio; questo fa dell'esafluoruro di uranio la migliore materia prima utilizzabile per il processo di diffusione gassosa. L'UF6, solido a temperatura ambiente, sublima a 56,5 °C (133 °F) alla pressione di 1 atmosfera e ha un punto triplo a 64,05 °C di temperatura e 1,5 bar di pressione. Applicando la legge di Graham all'esafluoruro di uranio si ottiene:
{\displaystyle {{\mbox{Rate}}_{1} \over {\mbox{Rate}}_{2}}={\sqrt {M_{2} \over M_{1}}}={\sqrt {352,041206 \over 349,034348}}=1,004298...}
dove:
Rate1 è il tasso di effusione dell'235UF6.
Rate2 è il tasso di effusione dell'238UF6.
M1 è la massa molare dell'235UF6 = 235,043930 + 6 × 18,998403  = 349,034348 g·mol−1
M2 è la massa molare dell'238UF6 = 238,050788 + 6 × 18,998403  = 352,041206 g·mol−1
Ciò spiega lo 0,4% di differenza tra la velocità di effusione media delle molecole dell'235UF6 e quella delle molecole dell'238UF6.
L'UF6 è inoltre altamente corrosivo ed è un ossidante e un acido di Lewis capace di legare a sé un fluoruro, come avviene ad esempio nella sua reazione con il fluoruro di rame(II) condotta in acetonitrile utilizzata per produrre eptafluorouranato(VI) di rame(II), Cu(UF7)2. L'UF6 reagisce poi con l'acqua a formare un composto solido ed è piuttosto difficile da gestire a livello industriale, per questo motivo le condutture destinate a questo gas devono essere fabbricate in acciaio inossidabile austenitico e altri metalli austemperizzati e sia le valvole che le tenute meccaniche del sistema devono essere rivestite da fluoropolimeri non reattivi come il Teflon.

### Membrane
Gli impianti a diffusione gassosa utilizzano solitamente un insieme di barriere, nella fattispecie membrane porose, costruite in nichel o alluminio sinterizzato con pori aventi un diametro che va dai 10 ai 25 nanometri, ossia meno di un decimo del cammino libero medio di una molecola di UF6. In alcuni casi sono anche utilizzate membrane realizzate praticando piccolissimi pori in un mezzo inizialmente non poroso. Un modo in cui tali membrane possono essere prodotte è quello di rimuovere uno dei costituenti di una lega, ad esempio utilizzando acido cloridrico per rimuovere lo zinco da una lega argento-zinco.

### Fabbisogni energetici
Poiché i pesi molecolari dell'235UF6 e dell'238UF6 sono piuttosto simili, il passaggio attraverso una sola barriera porta a una separazione piuttosto scarsa dei due isotopi; è quindi necessario collegare tra loro diversi diffusori in sequenza, utilizzando il risultato del primo filtraggio come alimentazione del secondo diffusore e così via, creando la cosiddetta "cascata". Nella pratica, la cascata di un impianto a diffusione gassosa è costituita da migliaia di passaggi, a seconda del livello di arricchimento desiderato.
Per assicurarsi che l'UF6 rimanga allo stato gassoso, tutti i componenti di un impianto a diffusione devono essere mantenuti a determinati valori di temperatura e pressione. Dato che ad ogni stadio della cascata si ha una perdita di pressione, il gas deve essere compresso a ogni passaggio e ciò porta quindi alla necessità di raffreddarlo. Proprio i sistemi di pompaggio e di raffreddamento, però, sono causa di un consumo di energia elettrica talmente elevato da rendere quello della diffusione gassosa il più dispendioso tra gli attuali metodi di arricchimento dell'uranio.

### Storia
Negli anni del Progetto Manhattan, gli scienziati coinvolti svilupparono diversi metodi per la separazione degli isotopi di uranio. In seguito, tre di questi furono effettivamente utilizzati in sequenza negli impianti dell'Oak Ridge National Laboratory, nel Tennessee, per produrre l'235U destinato alla bomba "Little Boy" e ad altre delle prime armi nucleari a cannone. Come primo passo, fu utilizzato l'impianto di arricchimento dell'uranio S-50, dove veniva impiegato il processo di diffusione termica per portare la percentuale di 235U dallo 0,72% al 2%. L'UF6 ottenuto veniva quindi utilizzato in un processo di diffusione gassosa svolto nell'impianto K-25, ottenendo come risultato un UF6 contenente il 23% di 235U. Infine, presso l'impianto Y-12, quest'ultimo materiale veniva immesso in dei calutroni, un particolare tipo di spettrometro di massa, dove, attraverso il processo di separazione isotopica elettromagnetica, la percentuale di 235U veniva portata fino al valore finale dell'84%.
Dato che la produzione dell'UF6 per diffusione gassosa presso l'impianto K-25 costituiva di fatto la prima applicazione di sempre di fluoro prodotto commercialmente, si dovettero affrontare per la prima volta problemi inerenti alla gestione sia dell'UF6 che del fluoro. Ad esempio, prima che l'impianto K-25 potesse essere costruito, fu necessario sviluppare composti chimici non reattivi che potessero essere utilizzati come rivestimenti e lubrificanti per quelle superfici che sarebbero venute a contatto con il gas di UF6, che, come già detto, è una sostanza altamente corrosiva. Per questo motivo, i responsabili del Progetto Manhattan reclutarono William T. Miller, un professore di chimica organica della Cornell University noto per la sua esperienza in chimica degli organofluoruri, il quale, con il suo team, sviluppò diversi nuovi clorofluorocarburi.
Ben presto, i calutroni si rivelarono troppo dispendiosi e troppo poco efficienti perché la loro operatività potesse essere portata avanti, così, non appena gli ostacoli posti agli ingegneri dalla diffusione gassosa furono superati e la diffusione a cascata diventò operativa presso gli impianti di Oak Ridge nel 1945, il loro utilizzo terminò.
Al tempo della loro costruzione, nei primi anni 1940, alcuni degli impianti a diffusione gassosa, realizzati sia negli Stati Uniti d'America, che in Unione Sovietica, Regno Unito, Francia e Cina, erano tra i più grandi edifici industriali mai realizzati. Molti di essi sono oggi chiusi o comunque in fase di chiusura, dato che non possono ormai più competere economicamente con le nuove tecniche di arricchimento dell'uranio. Tuttavia, alcune delle tecnologie utilizzate nelle pompe e nelle membrane rimangono tutt'oggi ancora secretate e l'esportazione di alcuni dei materiali utilizzati nella loro realizzazione è soggetta a controllo, come parte del progetto di controllo della proliferazione nucleare.

## Stato attuale
Nel 2008, circa il 33% dell'uranio arricchito prodotto al mondo era generato dagli impianti a diffusione gassosa di Stati Uniti e Francia, tuttavia nel 2012 la Francia chiuse definitivamente l'ultimo dei suoi impianti di questo tipo, mentre l'impianto di Paducah, nel Kentucky, l'ultimo impianto di questo tipo funzionante degli USA, ha cessato questo tipo di produzione nel 2013.
Solitamente, quando un preesistente impianto a diffusione gassosa diventa obsoleto, esso viene rimpiazzato da un impianto di seconda generazione che utilizza il processo di arricchimento tramite centrifuga a gas o centrifuga Zippe, il quale, per produrre la stessa quantità di uranio arricchito, utilizzata una quantità di energia decisamente inferiore. Un esempio è il suddetto impianto francese, chiamato Georges Besse, il quale è stato convertito da impianto a diffusione gassosa a impianto a centrifughe dalla AREVA e ribattezzato Georges Besse II.